# Отокар II
Отока́р II або Перемисл-Отокар II (чеськ. Přemysl Otakar II., нім. Ottokar; 1233—26 серпня 1278) — король Богемії (1253—1278) з богемської династії Перемисловичів. Герцог Австрійський (1250—1276), Штирійський (1260—1276), Каринтійський (1269—1276); маркграф Моравський (1269—1276) і Карніольський (1247—1250). Син богемського короля Вацлава I й Кунігунди, онуки імператора Фрідріха I Барбаросси. Правнук Єфросинії Київської. Батько богемського короля Вацлава II. За його правління династія Перемисловичів досягла піку своєї могутності в Священній Римській імперії, проте сам король так і не зміг здобути імператорської корони. 1254 року видав так званий Єврейський привілей, який інтегрував чеських євреїв до суспільства Богемії. Прізвисько — «Залізний і золотий король»

## Біографія

### Молоді роки

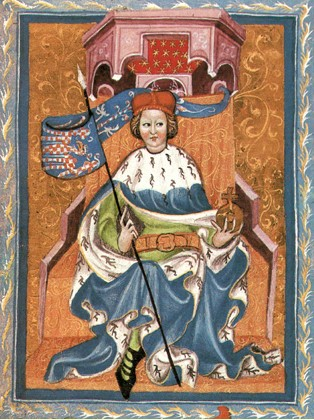

Перемисл Отакар був другим сином чеського короля Вацлава I й Кунігунди Гогенштауфен, онуки імператора Фрідріха I Барбаросси. Після смерті свого старшого брата Владислава у 1247 році Оттокар став єдиним спадкоємцем чеського престолу.
За життя батька Отакар керував Моравією, а у 1248 році невдоволені богемська пани запропонували молодому принцу очолити повстання проти свого батька й отримати корону Богемського королівства.
Вацлав I, однак, зміг стримати честолюбство свого сина й на короткий час навіть посадив його до в'язниці. Після звільнення активність Перемисла Отакара II направилась в нове русло: в бік Австрії.

### Вступ на престол Австрії
Після припинення у 1246 році династії Бабенбергів в Австрії на декілька років запанувала анархія. Численні претенденти на престол не користувались популярністю у австрійського дворянства, спроби імператора Фрідріха II підкорити собі герцогство також провалились. Ситуацією скористались сусідні держави — Чехія, Угорщина, Баварія, які спробували відторгнути частину прикордонних територій й періодично розоряли австрійські землі. 1250 року бажаючи врегулювати питання спадкування престолу, австрійські дворяни обрали герцогом Австрії Перемисла Отакара II. Отакар вважав, що має деякі династичні права на австрійський престол, оскільки Гертруда, племінниця останнього австрійського герцога, була у першому шлюбі з його братом Владиславом, що помер 1247 року. Отакар II вступив до Відня й у лютому 1252 року одружився з похилою вже Маргаритою Бабенберг, старшою сестрою останнього австрійського герцога й вдовою німецького короля Генріха VI. Однак Гертруда, племінниця Маргарити, яка також мала права на австрійський престол, в цей же час (1252) стала дружиною Романа, сина Данила Галицького, якого підтримував угорський король. В результаті почалась тривала війна за престол між Чехією й Угорщиною. Війська Данила Галицького, батька Романа, вторглись до Чехії, а угорська армія до Штирії. Перемисл Отакар II був розбитий під Опавою, однак Данило Галицький незабаром вийшов з війни. У 1254 році між Чехією й Угорщиною було укладено мирну угоду, що передбачала визнання Отакара II герцогом Австрії і передавала Штирію Угорщині.

### Король Чехії й заснування Кенігсберга

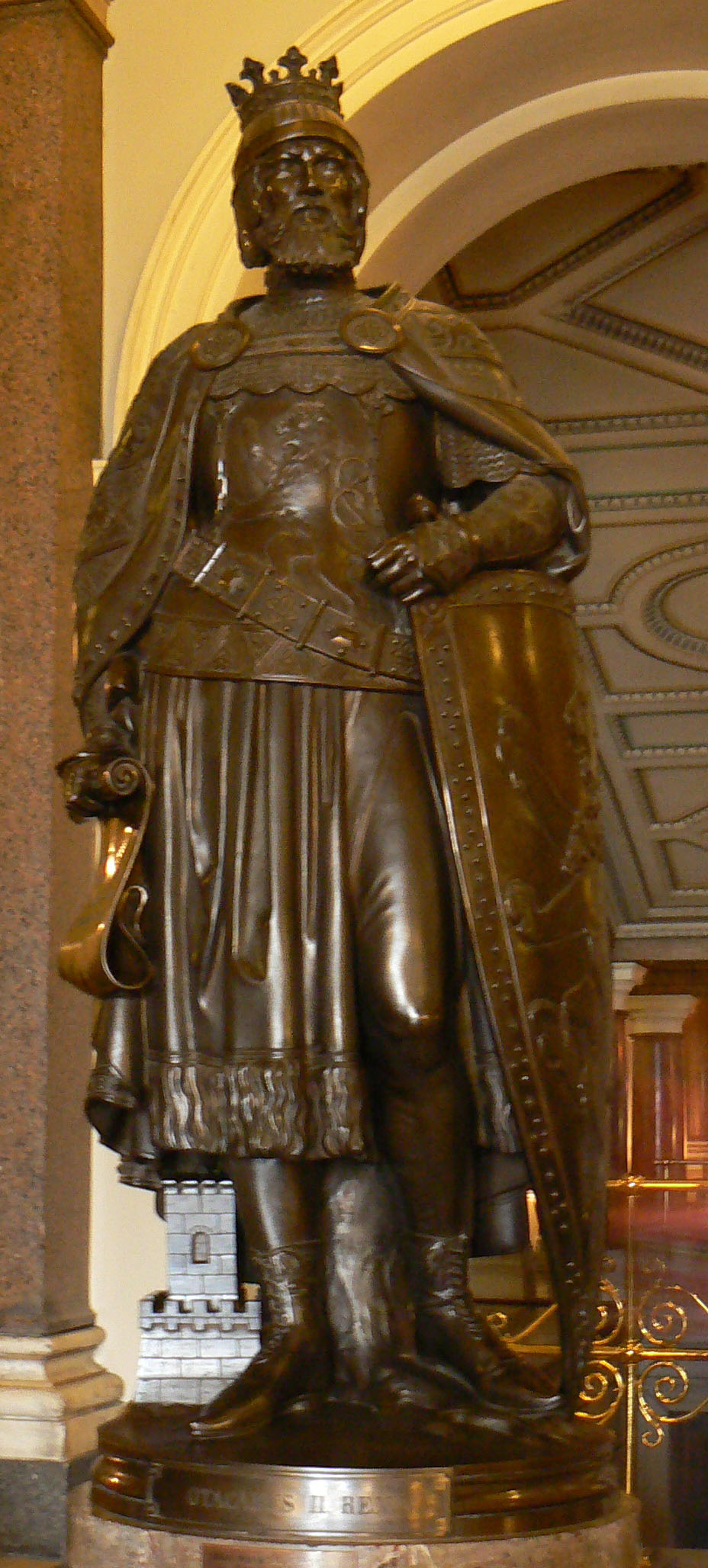
Оттокар II Перемисл

1253 року після смерті батька Перемисл Отакар II зійшов на чеський престол. Скориставшись встановленням миру з Угорщиною, король у 1254 році здійснив на пропозицію папи римського хрестовий похід на язичників Пруссії. Під час походу в січні 1255 Отакар і Великий магістр Тевтонського ордену Поппо фон Остерна заклали орденську фортецю Кенігсберг у нижній течії річки Преголі. Встановлені Оттокаром дружні відносини між Чехією й Орденською державою існували аж до середини XV століття. Відреставрована 2005 року скульптура Отакара на Королівській брамі — єдине його пластичне зображення на території Калінінградської області.

### Розширення держави
У своїх володіннях король проводив політику централізації, спираючись на церкву й міста, яким він надавав широкі привілеї. Це викликало виникнення аристократичної опозиції режиму Отакара II. Однак попервах королю вдавалось стримувати опозиційні настрої (так 1265 року він наказав зруйнувати всі баронські замки, зведені без королівської санкції) та з успіхом займатись розширенням своєї держави.
1260 року стани Штирії повстали проти угорської влади, чим скористався король Отакар II, що розбив армію угорців під Крессенбрунном і приєднав Штирію до своїх володінь. 1266 року король заволодів графством Егер (Хеб) на крайньому заході Чехії. У 1269 році після смерті герцога Каринтії і Крайни Ульріха III, який заповідав свої володіння Отакару, останній став правителем цих герцогств. У 1272 році короля було призначено генерал-капітаном Фриулі, що зробило його фактичним правителем Аквилейського патріархату та Істрії. В результаті на початку 1270-х років територія держави Перемисла Оттокара II стала охоплювати величезну територію від Судет до Адріатики.

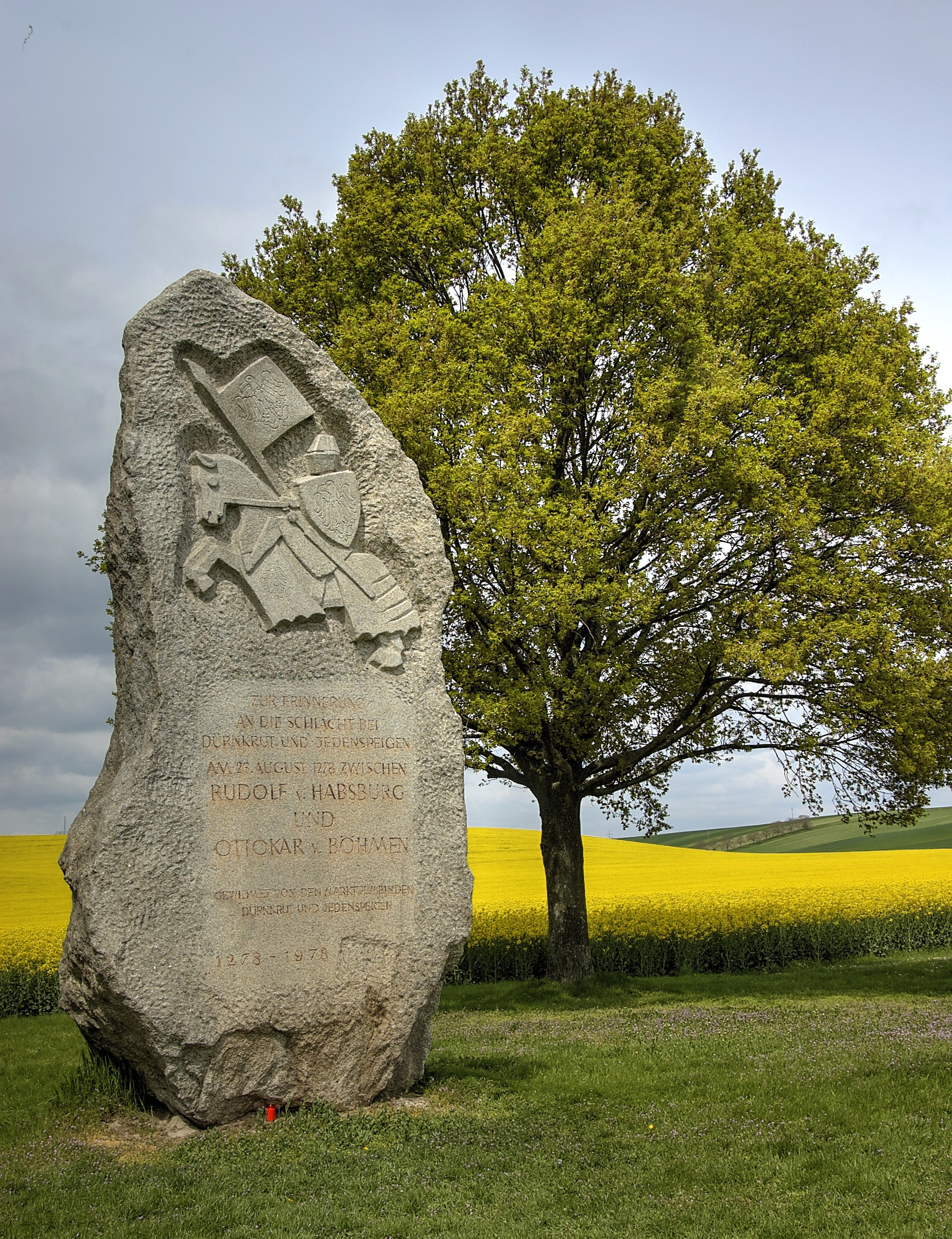
Пам'ятник на Дюрнкрутському полі, де загинув Перемисл Отакар II

### Боротьба з Габсбургами і поразка
Розширення володінь Перемисла Отакара II припало на роки хаосу в Німеччині й боротьби різноманітних угрупувань за імперський престол, що не припинялась. Однак 1273 року королем Німеччини було обрано графа Рудольфа Габсбурга, який почав проводити політику відродження імперії. Йому вдалось прийти до згоди з папою, що дозволило більш агресивно зайнятись зміцненням своєї влади в Німеччині. Природно, що одним з перших супротивників Рудольфа I став Перемисл Отакар II, чиї колосальні володіння давали йому можливість почувати себе незалежно від короля Німеччини. У 1274 році Рудольф вимагав від Отакара II присяги у вірності та повернення імперських ленів, незаконно зайнятих чеським королем. Відмова Отакара II призвела до оголошення його у 1275 році зрадником. Король Німеччини знайшов підтримку своїх дій у австрійського дворянства та єпископів Пассау, Зальцбургу, Бамбергу і Регенсбургу. Імперська армія вторглась на територію Австрії та Штирії й змусила Отакара II укласти 1276 року мир, ціною відмови від усіх своїх володінь, окрім Чехії та Моравії. Однак вже наступного року Оттокар спробував повернути свої землі силоміць. У 1278 році в Битві під Сухими Крутами чеські війська були розбиті армією Рудольфа I, король Перемисл Отакар II загинув. Після декількох перепоховань могилу короля було перенесено 1373 року в собор Святого Віта у Празькому граді.
Смерть Отакара II 1278 року призвела до переходу австрійських земель під владу дому Габсбургів. Спроба об'єднання центральноєвропейських держав Чехією провалилась і на зміну чеському домінуванню в регіоні прийшла влада австрійських Габсбургів.

## Родина
1 Дружина —  Маргарита Бабенберг (померла 1267), дочка Леопольда VI, герцога Австрії.
Діти: не було
2 Дружина — Кунегунда Ростиславна (1245—1285), дочка Ростислава Михайловича, князя Галицького і Чернігівського.
Діти:
- Вацлав II (1271—1305) — король Чехії та Польщі
- Агнеса Чеська (1269—1296) — дружина герцога Австрії Рудольфа II Габсбурга
- Кунегунда (1265—1321) — дружина Болеслава II Мазовецького

Коханка — Маргарет (Агнес) фон Шуєнринг
Діти:
- Миколай (Mikulas) I (бл. 1255—1318), узаконено, з 1269 року герцог Троппау (князь Опави); його нащадки були герцогами Троппау і Ратибору (Рацибору). Його дружиною, ймовірно, була Юстина фон Цоллерн, дочка графа Конрада фон Цоллерн, бургграфа Нюрнберга.

## У культурі

### Монографії
- Hoensch, Jörg K. Přemysl Otakar II. von Böhmen. Der goldene König. Graz u. a.: Verlag Styria, 1989.
- Kuthan, Jiří. Přemysl Ottokar II. König, Bauherr und Mäzen. Höfische Kunst im 13. Jahrhundert. Wien: Böhlau, 1996.

### Довідники
- Huber, Alfons. Ottokar II., König von Böhmen // Allgemeine Deutsche Biographie. Leipzig, 1887, Band 24, S. 768–772.
- Luft, Robert. Přemysl Otakar II.. // Neue Deutsche Biographie. Berlin, 2001, Band 20, S. 697–699 (Digitalisat).
- Polívka, Miloslav. Premysl Ottokar II.. // Biographisch-Bibliographisches Kirchenlexikon., Sp. 928–930}}. (стаття)